# Список умерших в 1431 году

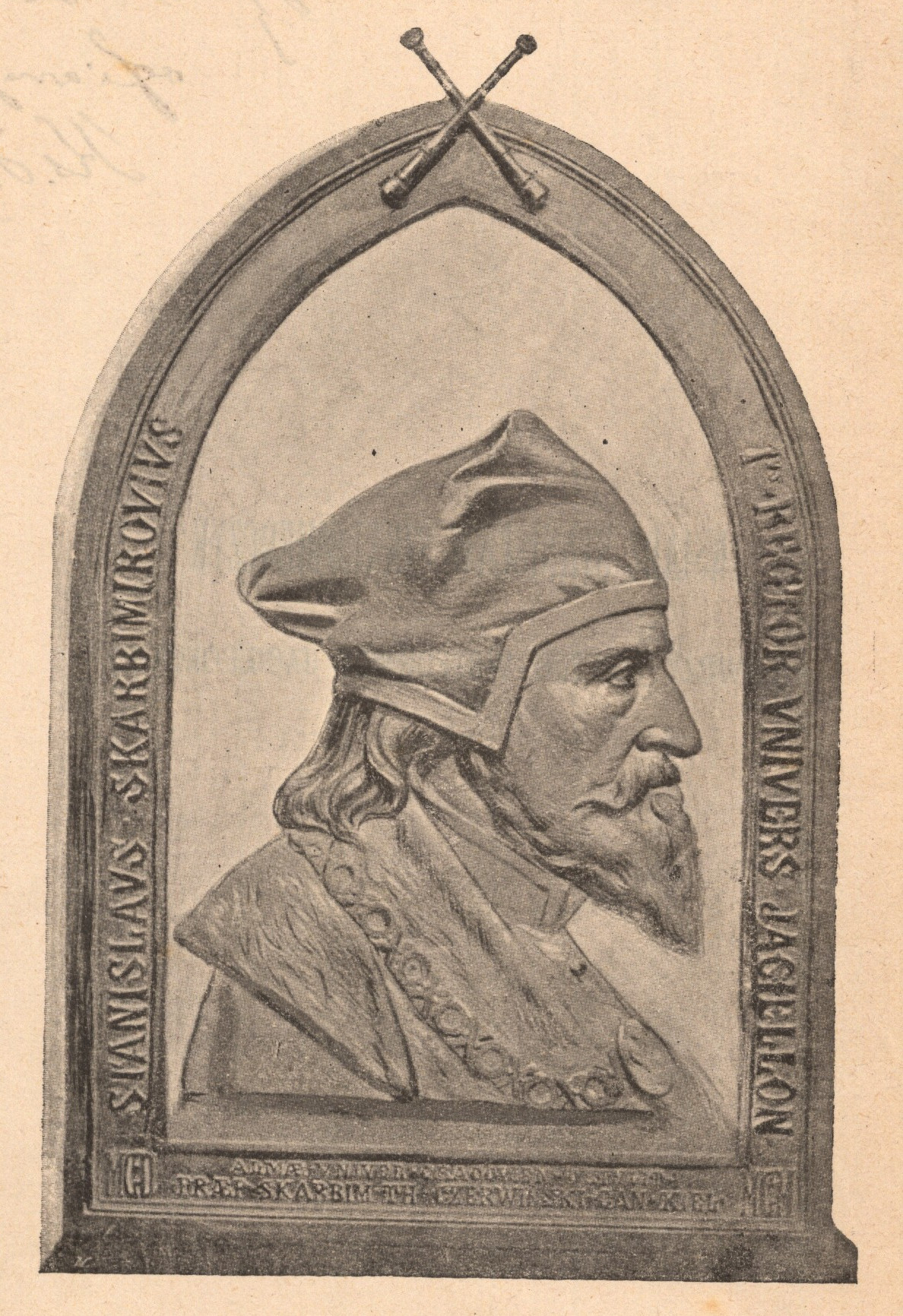
Станислав из Скальбмежа

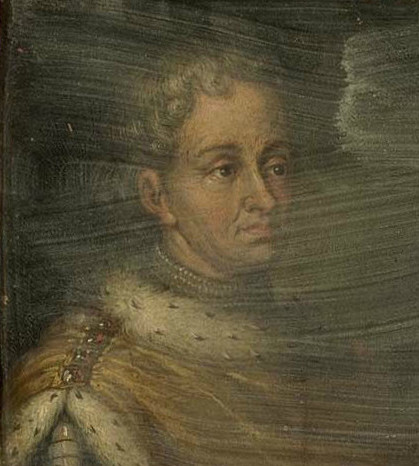
Карл II Лотарингский

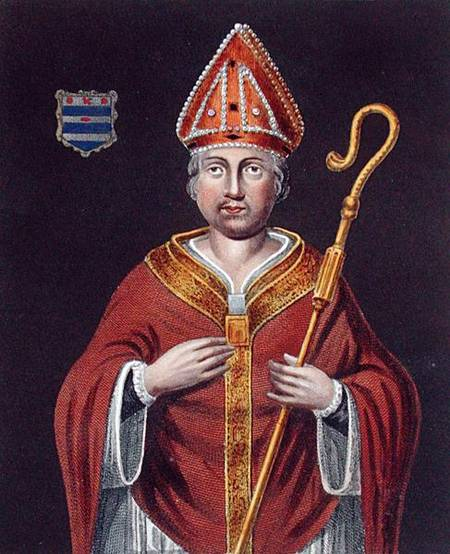
Ричард Флеминг

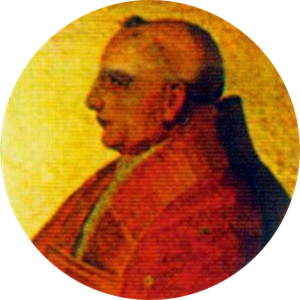
Мартин V

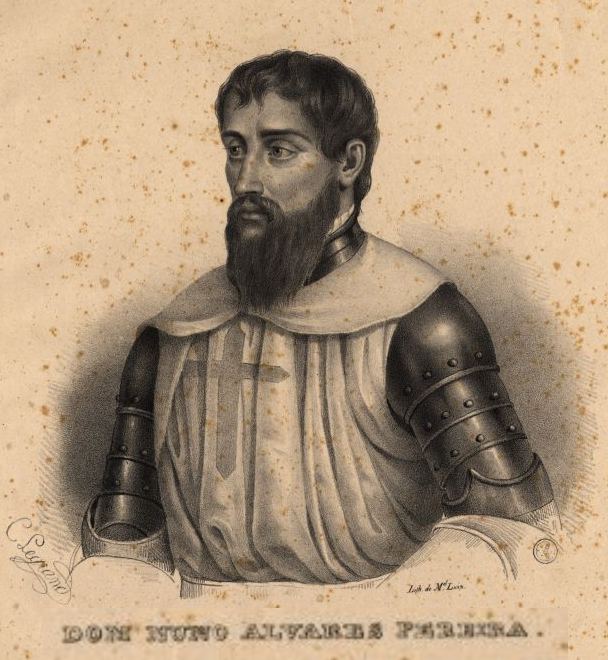
Нуну Алвареш Перейра

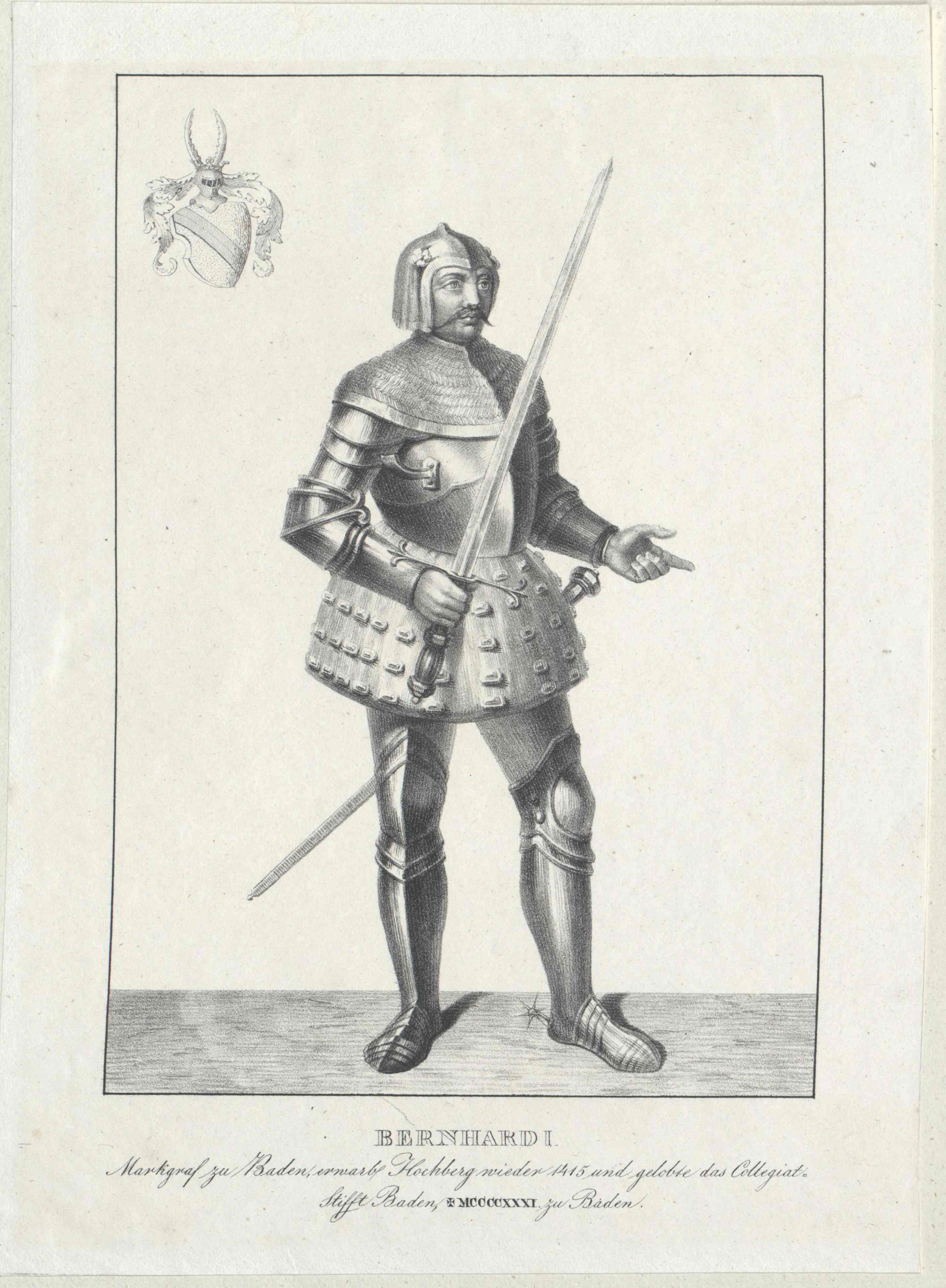
Бернхард I

Жанна д’Арк

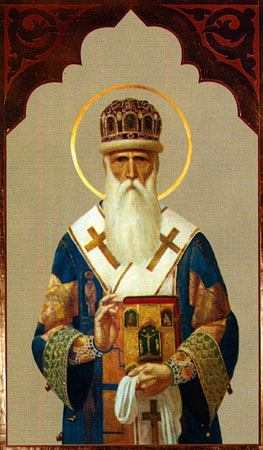
Фотий

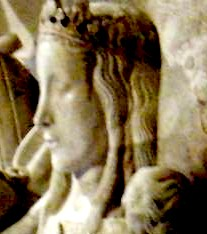
Иоланда де Бар

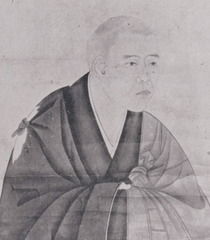
Минтё

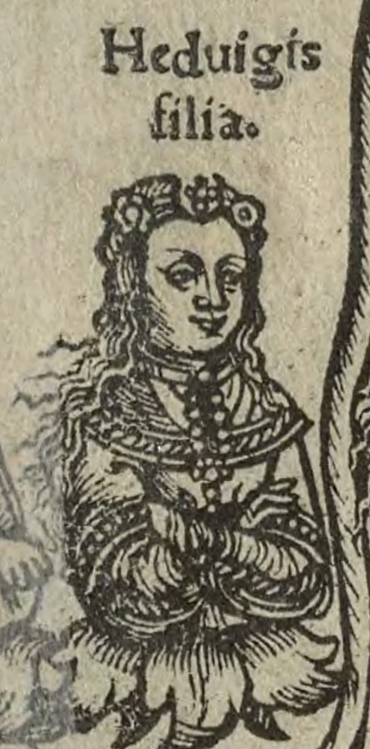
Ядвига

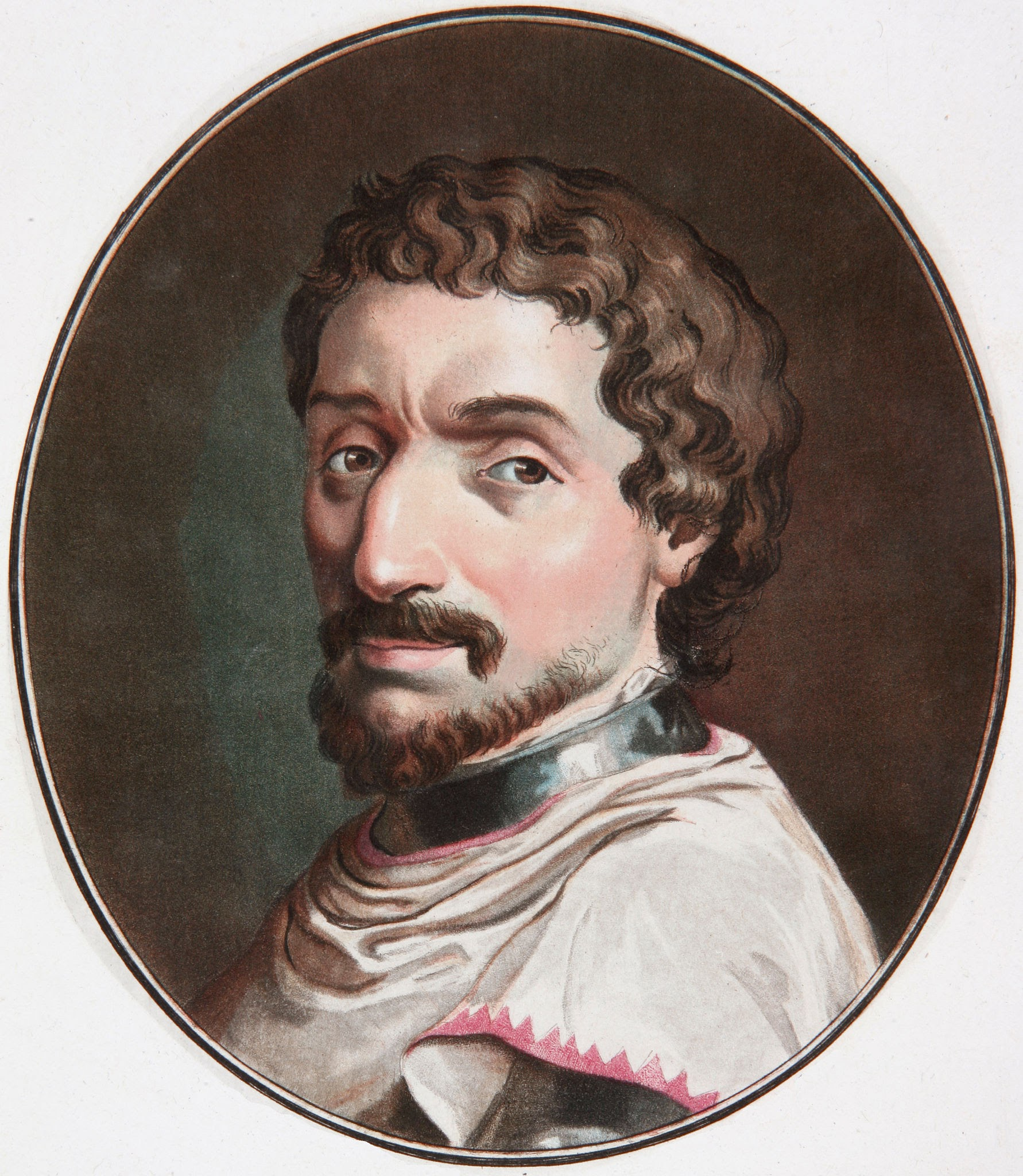
Арно Гийом де Барбазан

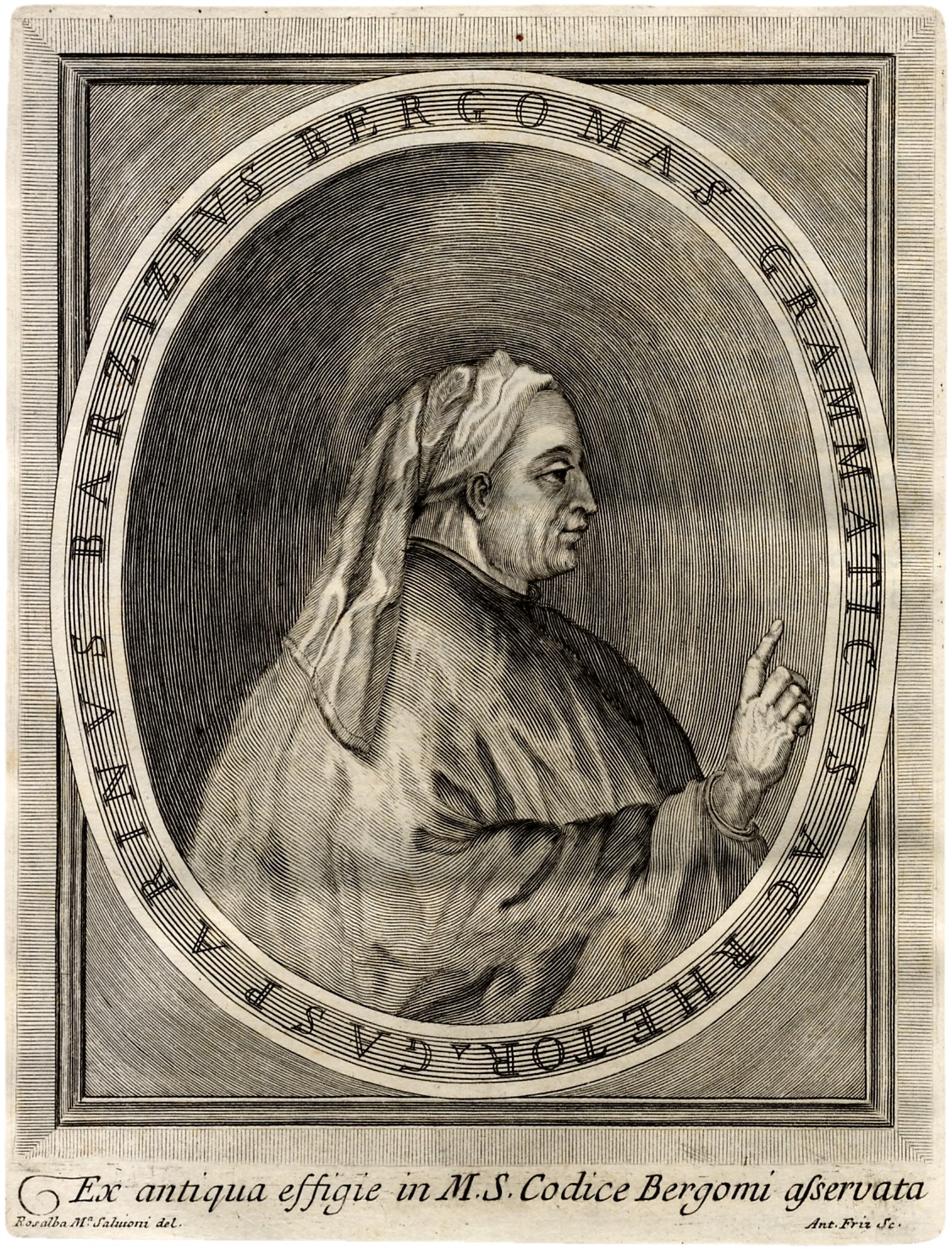
Гаспарен де Бергамо

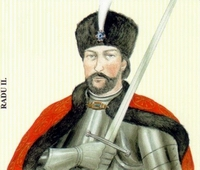
Раду II Праснаглава

В этой статье представлен список известных людей, умерших в 1431 году.
См. также: Категория:Умершие в 1431 году

## Январь
- 6 января — Донадеи, Якопо — итальянский священник, хронист и теолог, архиепископ (1391—1395), епископ Л’Акуилы (1401—1431)
- 9 января — Станислав из Скальбмежа — польский педагог, первый ректор Краковского университета (в 1400 и 1413), юрист, церковный деятель, проповедник, каноник Вавельского собора.
- 25 января — Карл II Лотарингский —— герцог Лотарингии (1390—1431)
- Флеминг, Ричард — английский священнослужитель, епископ Линкольна (1420—1431), архиепископ Йоркский (1424—1425), основатель Линкольн-колледжа (1427)

## Февраль
- 20 февраля — Мартин V — Кардинал-дьякон с титулярной диаконией Сан-Джорджо-ин-Велабро.(1405—1417), папа римский (1417—1431).

## Апрель
- 1 апреля — Алвареш Перейра, Нуну — португальский полководец, 3-й граф де Орен (с 1384), 7-й граф де Барселуш (с 1385), 2-й коннетабль Португалии (1385—1431), 2-й граф де Аррайолуш (с 1387}, монах ордена Братьев Пресвятой Девы Марии Горы Кармил (OCarm), национальный герой Португалии и святой Римско-католической церкви.
- 5 апреля — Бернхард I — маркграф Бадена (1372—1431).

## Май
- 6 мая — Болеслав I Цешинский — князь бытомский и севежский (1405—1431), князь цешинский, глогувcкий и сцинавский (1410—1431).
- 30 мая — Жанна д’Арк (19) — национальная героиня Франции, одна из командующих французскими войсками в Столетней войне; заживо сожжена на костре, как ведьма., реабилитирована (1456)и в 1920 году канонизирована — причислена католической церковью к лику святых.

## Июнь
- 19 июня — Лугвений — сын великого князя литовского Ольгерда, князь новгородский (1389—1392, 1407—1412), князь мстиславский (1392—1431),

## Июль
- 2 июля — Фотий — митрополит Киевский и всея Руси (в Москве) (1408—1431). В Русской церкви почитается святым в лике святителей.
- 3 июля — Иоланда де Бар — королева-консорт Арагонского королевства (1380—1396).
- 30 июля —  Клинтон, Уильям, 4-й барон Клинтон — английский аристократ, 4-й барон Клинтон (1398—1431)

## Август
- Фёдор Любартович — великий князь волынский (1383—1390/1392; 1431), князь новгород-северский (1394—1405) и жидачовский (1400—1431)

## Сентябрь
- 6 сентября — Димитрий Ласкарис Леонтарис — византийский государственный деятель и военачальник начала XV века, правитель-регент Фессалоник (1408—1415/1416)
- 24 сентября — Руперт II Любинский — князь любенский и хойнувский (1419/1420—1431)
- 26 сентября — Минтё — японский художник и монах буддийской школы Риндзай.

## Ноябрь
- 25 ноября — Фицуолтер, Уолтер, 7-й барон Фицуолтер — английский аристократ, 7-й барон Фицуолтер (с 1415). .

## Декабрь
- 8 декабря — Ядвига — принцесса польская из династии Ягеллонов.
- 13 декабря — Толбот, Анкарет, 6-я баронесса Толбот — английская аристократка, 6-я баронесса Толбот и 9-я баронесса Стрейндж из Блэкмера (с 1418).

## Дата неизвестна или требует уточнения
- Абу-Саид Бусат — султан государства Кара-Коюнлу (1429—1431); погиб в междоусобной борьбе.
- Барбазан, Арно Гийом де — французский рыцарь, советник и первый камергер дофина Карла, будущего короля Карла VII; капитан времён Столетней войны; умер от ран, полученных в битве при Бюльньевилле (fr).
- Бергамо, Гаспарен де — итальянский грамматик, учитель, автор нового эпистолярного стиля, основанного на письмах Цицерона.
- Джалал III — армянский князь Хачена начала XV века.
- Молла Фенари — первый шейх-уль-ислам Османской империи (1424—1430), османский логик, исламский богослов, исламский юрист и философ-мистик в школе Ибн Араби.
- Мухаммад VIII аль-Мутамассик — эмир Гранады (1417—1419, 1427—1429); убит в междоусобной борьбе.
- Низам ад-Дин Шами — персидский хронист, автор «Зафар-наме» («Книга побед»)
- Раду II Праснаглава — господарь Валахии (1420—1422, 1423, 1424, 1427); убит в междоусобной борьбе.
- Роман Фёдорович Кобринский — первый князь кобринский (1404—1417). Дта смерти предположительна.
- Шах Ниматулла — основатель суфийского братства Ниматуллахи, один из наиболее влиятельных суфийских наставников Ирана.